# ۹۷۲ (قمری)
۹۷۲ (قمری)، نهصد و هفتاد و دومین سال در گاهشماری هجری قمری است. اول محرم این سال برابر با نوزدهم اوت سال ۱۵۶۴ میلادی است.